# Windows Presentation Foundation
O Windows Presentation Foundation (ou WPF), inicialmente chamado de Avalon, é um subsistema gráfico no .NET Framework 3.0 (inicialmente chamado de WinFX), que usa uma linguagem de marcação, conhecida como XAML para desenvolvimento de GUIs ricas. WPF está incluído com o Windows 7, Windows Vista e Windows Server 2008, e também está disponível para Windows XP Service Pack 2 e mais recentes, e Windows Server 2003. Este oferece um modelo consistente de programação para construir aplicações e uma clara separação entre interface com o usuário e lógica de negócios. Uma aplicação WPF pode ser implantada em ambiente Desktop ou hospedada em um site da web. Possibilita controles ricos, design, e desenvolvimento de aspectos visuais de programas do Windows. Se propõem a unificar um número de serviços de aplicações: interface com o usuário, desenhos 2D e 3D, documentos fixos e adaptáveis, tipografia avançada, gráficos vetoriais, gráficos Raster, animações, vinculação de dados, áudio e vídeo. Embora Windows Forms continue sendo largamente utilizada, e a Microsoft ter criado apenas algumas aplicações WPF, a companhia promove WPF para linha de aplicações comerciais.
Microsoft Silverlight é um subsistema WPF baseado na web que permite aplicações no estilo Flash e aplicações móveis com o mesmo modelo de programação .NET. Recursos 3D não são suportados, mas XPS e desenhos vetoriais estão incluídos.